# اختبار جذر الوحدة
اختبار جذر الوحدة يختبر ما إذا كان متغير السلاسل الزمنية غير ثابت ويمتلك جذر الوحدة. تُعرَّف الفرضية الصفرية عمومًا على وجود جذر الوحدة والفرضية البديلة هي عدم وجود جذر الوحدة، أي إما الثبات أو ثبات الاتجاه أو الجذر المتفجر اعتمادًا على الاختبار المستخدم.

## الأسلوب العام
بشكل عام، يفترض أسلوب اختبار جذر الوحدة ضمنيًا أن السلاسل الزمنية التي سيتم اختبارها{\displaystyle [T]{t=1}^{T}\displaystyle } يمكن كتابتها كـما يلي:
{\displaystyle Yt=Dt+Zt+\varepsilon t}
{\displaystyle Dt} هو المكون الحتمي (الاتجاه ، المكون الموسمي ، إلخ.)
{\displaystyle Zt} هو المكون العشوائي.
{\displaystyle \varepsilon t} هي سيرورة الخطأ العشوائي
تتمثل مهمة الاختبار في تحديد ما إذا كان المكون العشوائي يحتوي على جذر وحدة أم أنه ثابت.